# Virje Križovljansko
Virje Križovljansko – wieś w Chorwacji, w żupanii varażdińskiej, w gminie Cestica. W 2011 roku liczyła 270 mieszkańców.